# Alcide Montpetit
Alcide Montpetit (né le 4 mai 1900 à Salaberry-de-Valleyfield, mort le 18 août 1966 à Montréal) est un homme politique québécois. Il fut député de la circonscription de Maisonneuve pour le Parti libéral de 1952 à 1956.
Après avoir suivi un cours classique, Alcide Montpetit ne choisira pas une profession libérale mais optera plutôt pour suivre son père et ses frères aux usines Angus du Canadien Pacifique. Il suivra une formation de soudeur puis deviendra inspecteur et contremaître au sein de son entreprise, ainsi que président de son syndicat.
Il est l'oncle de Jean-Paul Morin, fondateur du Collège LaSalle de Montréal.